# Tresviso
Tresviso – gmina w Hiszpanii, w prowincji Kantabria, w Kantabrii, o powierzchni 16,23 km². W 2011 roku gmina liczyła 74 mieszkańców.